# Diego Pituca
Diego Cristiano Evaristo (Mogi Guaçu, São Paulo, Brasil, 1 de agosto de 1992), conocido como Diego Pituca o solo Pituca, es un futbolista brasileño. Juega de centrocampista y su equipo es el V-Varen Nagasaki de la J2 League.

## Trayectoria

### Inicios
Pituca pasó gran parte de su formación en inferiores en el Guaçuano y el Itapirense. En 2011 fichó por el Mineiros, pero no debutó en el primer equipo.
En 2011 regresó a su estado natal y fichó por el Brasilis. Debutó por el Campeonato Paulista Segunda Divisão el 7 de mayo en la victoria por 1-0 contra el Guaçuano; en ese torneo jugaba como lateral izquierdo.
El 11 de enero de 2012 regresó al Guaçuano. Jugó dos temporadas en su club de inferiores, y en abril de 2013 fichó por el Matonense. El 28 de mayo de 2014 fue enviado a préstamo al União São João.

### Botafogo-SP
Fue enviado a préstamo al Botafogo el 19 de mayo de 2015. Fue parte del plantel que ganó la Serie D ese año, y fichó permanentemente por el club.

### Santos
El 29 de mayo de 2017 Pituca fichó por el Santos, inicialmente para formar parte del equipo B. El 24 de enero del año siguiente fue promovido al primer equipo.
Pituca debutó en la Serie A el 14 de abril de 2018, en la victoria por 2-0 contra el Ceará. Jugó su primer encuentro de Copa Libertadores el 24 de mayo, como titular en el empate sin goles contra el Real Garcilaso.
Con los años, y bajo la dirección de Cuca se ganó un lugar en el equipo titular, y finalizó la temporada 2018 disputando 34 encuentros de Serie A.
El 3 de mayo de 2019 renovó su contrato con el club hasta 2023. Bajo la dirección de Jorge Sampaoli y Jesualdo Ferreira, el jugador comenzó a desarrollar su posición de centrocampista.

### Kashima Antlers
El 21 de enero de 2021, se confirmó la venta de Diego Pituca al Kashima Antlers. El acuerdo ascendió a 1,6 millones de dólares  por el 50% de los derechos económicos que anteriormente poseía el Santos. El jugador se incorporó a su nuevo club tras finalizar la temporada 2020-21. Su debut con el Kashima Antlers se produjo el 28 de abril de 2021, en un empate 2-2 contra el Sagan Tosu en la Copa J. League. Entró como suplente en el minuto 19 de la segunda parte. El primer gol de Pituca con el club japonés llegó el 28 de junio, en la victoria por 4-0 sobre el Consadole Sapporo.
Diego Pituca en su primera temporada con el Kashima Antlers totalizó 37 partidos, dos goles y siete asistencias en el primer año japonés.
Durante su tiempo con Kashima Antlers, Diego Pituca 92 partidos, marcó 6 goles y dio 9 asistencias.

### Regreso a Santos
Santos anunció la firma del precontrato de Diego Pituca a partir del 1 de enero de 2024, garantizando un contrato por cuatro temporadas en el club.
Diego Pituca acordó rescindir su contrato con el club paulista el 6 de agosto de 2025. No tenía lugar en el Peixe durante la temporada.

## Clubes
| Club                            | País   | Año       |
| ------------------------------- | ------ | --------- |
| Mineiros E. C.                  | Brasil | 2011      |
| Brasilis F. C.                  | Brasil | 2011      |
| C. A. Guaçuano                  | Brasil | 2012-2013 |
| S. E. Matonense                 | Brasil | 2013-2015 |
| União São João E. C. (préstamo) | Brasil | 2014      |
| Botafogo-SP (préstamo)          | Brasil | 2015      |
| Botafogo-SP                     | Brasil | 2016-2017 |
| Santos F. C.                    | Brasil | 2017-2021 |
| Kashima Antlers                 | Japón  | 2021-2023 |
| Santos F. C.                    | Brasil | 2024-     |

## Palmarés

### Títulos estatales
| Título                              | Club            | Estado    | Año  |
| ----------------------------------- | --------------- | --------- | ---- |
| Campeonato Paulista Segunda Divisão | S. E. Matonense | São Paulo | 2013 |

### Títulos nacionales
| Título  | Club        | País   | Año  |
| ------- | ----------- | ------ | ---- |
| Serie D | Botafogo-SP | Brasil | 2015 |